# Джентльмен из Эпсома
«Джентльмен из Эпсома» — французская кинокомедия с Жаном Габеном в главной роли. Производство S.I.P.R.A.. Продолжительность: 84 мин.

## Сюжет
Ришар Бриан-Шармери (Жан Габен), полковник в отставке — страстный игрок на тотализаторе. Тем более что это приносит ему приличный доход. Но для этого ему приходится обманывать наивных клиентов, доверяющих советам «знатока». Накануне скачек полковник обзванивает их и рекомендует делать ставки на аутсайдера, сам же ставит на фаворита. Это позволяет ему не заботиться о деньгах. Но однажды произошёл непредвиденный случай: Ришар встретился со своей первой любовью Мод, с которой в молодости поступил не по-рыцарски (а всему виной всё тот же тотализатор). Мод вышла замуж за богатого американского промышленника и приехала в Париж за покупками. Ришар решает на этот раз показать себя в лучшем свете и приглашает даму в дорогой ресторан, что оказалось ему не по карману. Подписав чек на 200 тысяч франков, он стал думать, где взять деньги, пока не выяснилось, что чек пустой. Ему помог его компаньон Чарли (Жан Лефевр), который нашёл очередного простака, желающего заработать на тотализаторе. Им оказался владелец ресторана Гаспар Рипё (Луи де Фюнес). Ришар отправился в ресторан и убедил Рипё доверить ему сто тысяч франков, чтобы поставить их на лошадь по кличке Брюнетка. А сам, зная что Брюнетка будет аутсайдером, ставит деньги Рипё на Царицу Савскую. Но удивительным образом победила Брюнетка, и Ришар обязан вернуть Рипё прибыль в размере 850 тысяч. Остаётся только один выход — убедить ресторатора поставить выигранные деньги ещё раз. Это также удаётся Ришару, и он получает от Рипё согласие да ещё сто тысяч в придачу для того, чтобы выигрыш составил пять миллионов. Деньги решено поставить на Минотавра, Ришар же ставит на потенциального фаворита Фламинго. На этот раз ему везёт, а Рипё ждёт большой удар…

## В ролях
Жан Габен, Жан Лефевр, Мадлен Робинсон, Франк Виллар, Жак Марен, Жан Мартинелли, Жоэль Бернар, Алин Бертран, Леонс Корн, Мари-Элен Даст, Леон Зитрон, Альбер Динан, Поль Февр, Камилл Фурнье, Поль Мерси, Луи Де Фюнес.

### Советский прокат
Фильм дублирован на киностудии имени М. Горького в 1983 году. Режиссёр дубляжа — Валентин Виноградов, звукооператор — С. Абельдяев, автор литературного перевода — Е. Морозова, редактор — О. Палатникова.
Роли дублировали: Н. Граббе, А. Шенгелая, А. Карапетян, И. Ясулович, О. Григорьева, Г. Петров.
В советской версии продолжительность была сокращена до 70 минут.